# Gunnar Nielsen
Gunnar Nielsen (Tórshavn, Islas Feroe, 7 de octubre de 1986) es un futbolista profesional que juega de portero y se encuentra sin equipo tras abandonar el FH Hafnarfjörður.

## Clubes
Nielsen empezó jugando en el equipo de su ciudad natal, Tórshavn y en el BK Frem en los conjuntos de juveniles hasta que, en 2007, firmó con el Blackburn Rovers, pero se unió cedido al Motherwell FC de la primera división de Escocia. Luego, fichó por el Manchester City, pero se volvió a ir cedido al Wrexham FC. El 24 de abril de 2010, jugó su primer partido oficial en la Premier League, sustituyendo a Shay Given en el minuto 70 del partido su mayor logro a niveles de clubes, y el 23 de julio de 2010 se fue cedido al Tranmere Rovers F.C. hasta el 30 de diciembre de 2010. El 31 de agosto de 2012 se desvinculó del Manchester City. En marzo de 2013 fichó por Silkeborg IF danés. Luego de una temporada, regresó al Motherwell. Luego fue fichado por el Stjarnan Garðabær. Posteriormente fue traspasado al FH Hafnarfjörður.

## Selección nacional
Ha sido internacional con la selección de fútbol de las Islas Feroe, con la que ha jugado 71 partidos internacionales.

## Clubes
| Club                           | País        | Año       |
| ------------------------------ | ----------- | --------- |
| BK Frem                        | Dinamarca   | 2004-2007 |
| GÍ Gøta (cedido)               | Islas Feroe | 2006      |
| Blackburn Rovers F. C.         | Inglaterra  | 2007-2009 |
| Motherwell F. C. (cedido)      | Escocia     | 2008      |
| Manchester City F. C.          | Inglaterra  | 2009-2012 |
| Wrexham F. C. (cedido)         | Gales       | 2009      |
| Tranmere Rovers F. C. (cedido) | Inglaterra  | 2010-2011 |
| Silkeborg IF                   | Dinamarca   | 2013      |
| Motherwell F. C.               | Escocia     | 2013-2015 |
| Stjarnan Garðabær              | Islandia    | 2015      |
| FH Hafnarfjörður               | Islandia    | 2015-2022 |